# David Court
David John Court est un footballeur anglais né le 1er mars 1944 à Mitcham (Surrey) qui est devenu entraineur par la suite.

## Carrière
Alors écolier, il rejoint le Arsenal FC en 1959, et devient professionnel en janvier 1962. À l'origine milieu de terrain, il se placera attaquant dans l'équipe des jeunes d'Arsenal. Il fait ses débuts contre Aston Villa FC le 10 septembre 1962, et fera 14 apparitions durant ses deux premières saisons.
Au début de l'année 1964-65, le manager d'Arsenal Billy Wright le changea de place sur le terrain et il devint un joueur titulaire pour le reste de la saison. Il changea à nouveau de poste en 1965-66 pour devenir arrière droit. Après le départ de Billy Wright, Court continua à jouer pour Arsenal pendant 3 saisons.
À la suite d'une blessure à la jambe, il ne put participer à la finale victorieuse de la Coupe UEFA en 1970. Il fut transféré pour 30 000 livres à Luton Town FC en 1970. Durant sa carrière il aura joué 204 matchs et inscrits 18 buts. 
Après sa retraite du monde du football, il travailla dans la finance, avant de revenir à Arsenal en 1996, en tant qu'assistant de l'entraînement des jeunes.